# Doomsday Clock
Doomsday Clock - "rellotge de l'apocalipsi" en anglès - és un còmic de superherois estatunidenc escrit per Geoff Johns, dibuixat per Gary Frank i acolorit per Brad Anderson, publicat per DC Comics entre el novembre de 2017 i el desembre de 2019. És una seqüela de la novel·la gràfica Watchmen (1986-1987) d'Alan Moore, Dave Gibbons i John Higgins, encara que Johns va rebutjar l'etiqueta de seqüela i ho va identificar com una història independent.